# Wollin (Randowtal)
Wollin ist ein Wohnplatz der Gemeinde Randowtal im Landkreis Uckermark in Brandenburg.

## Geografie
Der Ort liegt 11 Kilometer westsüdwestlich von Penkun und 15 Kilometer ostsüdöstlich von Prenzlau. Die Nachbarorte sind Schmölln und Räuberberg im Nordosten, Grünz im Osten, Wartin im Südosten, Lützlow im Süden, Neu-Kleinow im Südwesten, Kleinow im Westen sowie Damme und Eickstedt im Nordwesten.

## Geschichte
Die erste schriftliche Erwähnung des Ortes stammt aus dem Jahr 1321. So wird er auf der Seite 479 im ersten Band des zweiten Hauptteils vom Codex diplomaticus Brandenburgensis mit dem lateinischen Eintrag „illi de Wollin“ aufgeführt. Dieser Eintrag gehört zu einem Verzeichnis aus dem genannten Jahr, welches von den Herzögen von Pommern gewährte Vergütungen für Kriegsschäden an Vasallen und Bürger aufführt.

## Söhne
- Christoph Knape (1747–1831), deutscher Mediziner und Hochschullehrer.